# Eugeniusz Orlicki
Eugeniusz Orlicki (ur. 19 lutego 1950 w Poznaniu) – polski basista rozrywkowy, muzyk sesyjny.

## Życiorys
Debiutował pod koniec lat 60., grając w formacji Sekwens, początkowo w trio wraz z Piotrem Kałużnym (instrumenty klawiszowe) i Witoldem Drelskim (perkusja). W 1970 roku zespół wystąpił na I Wielkopolskich Rytmach Młodych w Jarocinie, prezentując na scenie autorski program, składający się z kompozycji Kałużnego i w efekcie zwyciężając, tj. zajmując I miejsce. Następnie basista współpracował z grupą Aspekt, początkowo występującą w składzie, który wraz z nim współtworzyli: Piotr Kałużny (instrumenty klawiszowe), Edmund Klaus (gitara) i Leszek Kubiak (perkusja). Zespół wraz z występującym gościnnie Jerzym Milianem zarejestrował swoje utwory w poznańskim studio radiowym „Giełda”. Muzyk występował również z holenderską wokalistką Mariolaine, zaś w latach 1974–1976 współpracował z zespołem Wojciecha Skowrońskiego Blues & Rock (dołączył w grudniu 1974 roku w miejsce Andrzeja Iskry) z którym w 1975 roku dokonał rejestracji nagrań radiowych oraz archiwalnych dla TVP Warszawa oraz dla TVP Katowice. W kwietniu 1976 roku wystąpił wraz z grupą na Międzynarodowej Wiośnie Estradowej, zaś w maju zarejestrował materiał na album pt. Wojciech Skowroński. Po rozwiązaniu zespołu w październiku tegoż roku, rozpoczął współpracę z Orkiestrą Rozrywkową PRiTV p/d Zbigniewa Górnego. 
Jako muzyk sesyjny brał udział w wielu rejestracjach radiowych i w kilkunastu sesjach nagraniowych albumów wielu polskich wykonawców. A byli to m.in.: Eleni (Muzyka twoje imię ma z 1985), Spirituals and Gospel Singers (Spirituals & Gospel Singers z 1985), Andrzej Ellmann (Image z 1987) czy Piotr Schulz (Piotr Schulz z 1988). Współpracował m.in. z Urszulą Sipińską, Zdzisławą Sośnicką, Zbigniewem Wodeckim, Andrzejem Zauchą, Hanną Banaszak, Andrzejem Rybińskim, Joanną Zagdańską, Ewą Bem, Januszem Komanem, Krzesimirem Dębskim, z formacją Gang Marcela, zaś w okresie współpracy z formacją Blues & Rock – razem z zespołem Karola Nicze jeździł po kraju z programem z cyklu Kontrasty i porównania – gdzie akompaniował następującym solistom: Halina Frąckowiak, Elżbieta Wojnowska, Tadeusz Woźniak, Grażyna Łobaszewska i Ewa Sośnicka. Od lutego 1981 r. przez okres półroczny występował w Stanach Zjednoczonych (ośrodki polonijne w Chicago, Nowy Jork, Detroit) z Krzysztofem Krawczykiem i Haliną Żytkowiak oraz z Czesławem Niemenem, jako członek poznańskiego zespołu akompaniującego Krystof Band, który wraz z nim współtworzyli: Maria Jałocha-Piątkowska (angaż u K. Krawczyka), Sława Mikołajczyk (angaż u K. Krawczyka), Andrzej Ellmann, Tomasz Dziubiński, Janusz Piątkowski i Marek Surdyk. 
Od 1983 roku współtworzył formację Narada, która w 1985 wraz z Anną Jurksztowicz zdobyła I nagrodę podczas XXII KFPP w Opolu za piosenkę Diamentowy kolczyk. Skład zespołu tworzyli także: Piotr Schulz (śpiew), Wojciech Olszewski (instrumenty klawiszowe), Mirosław Michalak (gitara), Krzysztof Barcik (gitara) i Mirosław Sitkowski (perkusja). Po festiwalu opolskim, basista współpracował z grupą wokalną Vox, z którą dwukrotnie koncertował w ZSRR. 27 marca 1988 roku wziął udział w koncercie Gwiazdy Mocnego Uderzenia w Zabrzu. Pod koniec lat 80. wyjechał na kontrakt do Stanów Zjednoczonych. Pracował tam w orkiestrach grających na statkach pasażerskich, akompaniując wykonawcom amerykańskim, takim jak m.in.: H. Frazier, The 5th Dimension czy John Denver.
Po powrocie z USA ponownie współpracował z Orkiestrą Rozrywkową p/d Zbigniewa Górnego (występy m.in. na festiwalach w: Hadze, Karlshamn, Piaff), a następnie z zespołami Spirituals & Gospel Quartet i KAKAPO (w składzie: Piotr Kałużny – fortepian, Szymon Rogalski – flet, Krzysztof Przybyłowicz i Leszek Kubiak – perkusja). Od 2002 roku był członkiem formacji Szymona Rogalskiego, występującej w składzie: Szymon Rogalski – śpiew, fortepian, flet; Piotr Banyś – puzon, Piotr Trojanowski – perkusja. 
3 czerwca 2019 roku wziął udział w imprezie „60 lat poznańskiego rock 'n' rolla” w klubie Blue Note, jako basista połączonych sił muzyków grup Sekwens i Aspekt (oraz ich gości) wraz z Piotrem Kałużnym, Edmundem Klausem, Szymonem Rogalskim, Piotrem Schulzem i Markiem Surdykiem.